# 청장 칸국
청장 칸국(靑帳汗國, 몽골어: Хөх Орд)은 몽골 제국의 여러 칸국 중의 하나였다. 청장 칸국은 킵차크 칸국에 속하였다.
청장 칸국은 칭기즈 칸 사후 몽골 제국이 분할되던 시기인 1226년에 건국되었다. 청장 칸국의 첫 칸 바투는 주치 칸의 아들이었다. 청장 한국의 칸은 대체로 킵차크 칸국의 칸이 겸임하였다.

## 역대 칸 목록
- 바투 칸 (1242년~1255년)
- 사르타크(Sartaq) (1255년~1256년)
  - 울라크치(Ulaghchi) (1257년)
- 베르케 (1257년~1266년)
- 멩구티무르 (1266년~1282년)
  - 노가이 칸 (1282년~1299년)
- 토크타 (1291년~1312년), 1299년까지는 노가이 칸이 실제적인 통치자였다.
- 외즈 베크 칸 (1312년~1341년)
  - 티니베크 (1341년~1342년)
- 자니베크 (1342년~1357년)
- 베르디베크 (1357년~1359년)
  - 쿨파(Qulpa) (1359년~1360년)
  - 나루즈베크(Nawruz Beg) (1360년~1361년)
  - 키드르(Khidr) (1361년~1362년)
  - 티무르 크와자(Timur Khwaja) (1362년)
- 마마이 칸 (1362년~1379년)
- 우루스 (1376년~1378년), 우루스는 또한 백장 칸국의 칸이며, 토흐타미시의 할아버지이다.

## 같이 보기
- 몽골의 유럽 원정